# Tiền truyện
Tiền truyện (tiếng Anh: prequel) là tác phẩm văn học, phim ảnh có bối cảnh, chuỗi sự việc xảy ra trước một tác phẩm khác đã ra mắt, giải thích nguyên nhân dẫn đến nội dung của tác phẩm đã ra mắt đó. Khái niệm đi đôi với tiền truyện là hậu truyện (sequel), hậu truyện là phần tiếp nối và phát triển nội dung tác phẩm đã ra mắt.
Một ví dụ điển hình của tiền truyện đó là loạt phim điện ảnh Star Wars: ba phần ra mắt đầu tiên là các chương 4, 5, 6; ba phần tiền truyện ra mắt sau là các chương 1, 2, 3; ba phần hậu truyện tiếp nối là các chương 7, 8, 9.